# Thomas Willing
Thomas Willing (ur. 19 grudnia 1731 w Filadelfii, zm. 19 stycznia 1821 tamże) – amerykański polityk i finansista.

## Życiorys
Urodził się 19 grudnia 1731 roku w Filadelfii, jako syn Charlesa Willinga i Anne Shippen. Studiował w Bath, a następnie w Londynie. Powrócił do Stanów Zjednoczonych, osiedlił się w Pensylwanii i rozpoczął działalność kupiecką, podejmując współpracę z Robertem Morrisem. W latach 50. XVIII wieku pełnił funkcję radnego a także sędziego miejskiego. W latach 1763–1764 pełnił funkcję burmistrza Filadelfii, a w okresie 1767–1777 był sędzią stanowego Sądu Najwyższego. Był członkiem kolonialnej Izby Reprezentantów i Kongresu Kontynentalnego w 1775 i 1776 roku. Podczas amerykańskiej wojny o niepodległość był zwolennikiem uniezależnienia się od Wielkiej Brytanii, jednakże głosował przeciwko Deklaracji Niepodległości. Po utworzeniu Pierwszego Banku Stanów Zjednoczonych został mianowany jego prezesem i pełnił tę funkcję od 1792 do 1807 roku. Po zakończeniu urzędowania, powrócił do działalności kupieckiej. Zmarł 19 stycznia 1821 roku w Filadelfii.
Jego żoną od 1763 roku była Anne McCall, z którą miał trzynaścioro dzieci.